# Unterseeboot 542
L'Unterseeboot 542 (ou U-542) était un sous-marin allemand utilisé par la Kriegsmarine pendant la Seconde Guerre mondiale.

## Historique
Après son temps d'entraînement et de formation à Stettin dans la 4. Unterseebootsflottille jusqu'au 30 septembre 1943, l'U-542 est affecté à une unité de combat à la base sous-marine de Lorient dans la 10. Unterseebootsflottille.
L'U-542 est coulé le 28 novembre 1943 dans l'Atlantique nord au nord de Madère au Portugal à la position géographique de 39° 03′ N, 16° 25′ Opar des charges de profondeur lancées par un bombardier britannique Vickers Wellington équipé du projecteur de patrouille maritime (Leigh light) de l'escadrille Sqdn. 179/H.

Les 56 membres de l'équipage meurent dans cette attaque.

## Affectations successives
- 4. Unterseebootsflottille du 7 avril 1943 au 30 septembre 1943
- 10. Unterseebootsflottille du  1er octobre 1943 au 28 novembre 1943

## Commandement
- Oberleutnant Christian-Brandt Coester du 7 avril 1943 au 28 novembre 1943

## Navires coulés
L'U-542 n'a, ni coulé, ni endommagé de navire au cours de l'unique patrouille qu'il effectua.

## Sources
- (en) U-542 sur Uboat.net